# ТА-01
ТА-01 — український польовий телефон, призначений для забезпечення телефонного зв’язку в складі абонентських мереж автоматичних комутаційних систем, мереж автоматичного телефонного зв'язку загального користування, ручних комутаційних систем, та поза комутаційними системами.
Телефон може експлуатуватися в польових умовах, у складі стаціонарних та рухомих об'єктів (автомобілі, військова бронетехніка, вертольоти, кораблі).

## Історія
Телефонний апарат ТА-01 вироблявся ТОВ «Телекарт-прилад».
Прийнятий на озброєння Збройних Сил України у 2007 році.

## Конструкція
Телефонний апарат ТА-01 складається з наступних деталей:
- корпус
- телефонної трубки
- клеми підключення лінії зв'язку
- клема заземлення
- роз'єм підключення бортовий до електромережі постійного струму з номінальним значенням напруги 27 В
- тубус з сухими елементами
- тастатура

## Технічні характеристики

### Загальні
- Маса телефонного апарата з сухими елементами живлення — 3,0 кг, без сухих елементів живлення — 2,2 кг

- Габаритні розміри — 280×200×100 мм
- Температурний діапазон — -35°C … + 50°C
- Герметичне виконання корпусу (занурення у воду до 1 м)
- Напрацювання на відмову — не менше 10000 годин
- Термін експлуатації — не менше 20 років
- Схема підключення апарату — дводротова

### Режим роботи
- ЦБ (центральна батарея) — живлення здійснюється від центральної батареї, яка знаходиться на телефонній станції
- МБ (місцева батарея) — живлення здійснюється від власної батареї 4,5 В, яка знаходиться всередині
- управління радіостанцією
- перевірка лінії
- набір: імпульсний, тональний, індукторний виклик

- Ефективна смуга частот — 0,3-3,4 кГц
- Гучність акустичного виклику — не менше 70 дБ
- Пам'ять — 10 номерів
- Безперервна робота в режимі передачі — 120 годин

### Електроживлення
- від автономної батареї 4,5 В (загальною ємністю 13 Аг)
- від зовнішнього джерела 27 В (в діапазоні 18-36 В)

### Дальність зв'язку
Польовий телефон забезпечує наступну дальність зв’язку:
- по польовому кабелю — 20-40 км, залежно від марки та стану кабелю.

- по постійних повітряних лініях зв’язку — ? км.

## Дивись також
- Польовий телефон
- УНА
- FF33
- ТАІ-43
- ТА-57
- ТА-88